# 피델 V. 라모스
피델 발데스 라모스(필리핀어: Fidel Valdez Ramos, 1928년 3월 18일~2022년 7월 31일)는 필리핀의 군인, 정치인이다. 1992년부터 1998년까지 대통령을 지냈다. 한국 전쟁 당시 장교로 참전하였고, 베트남 전쟁에도 참전하였다. 전임 대통령 페르디난드 마르코스의 친척이다.

## 생애
팡가시난주의 명문 가문에서 태어났다. 부친은 국회의원과 외무장관을 지낸 정치인이다. 1965년~1986년 대통령으로 있던 페르디난드 마르코스와는 6촌 관계이다. 피델은 미국 육군사관학교를 수료했으며, 마닐라 아테네오 대학교에서 경영학 석사, 미국 일리노이 대학교에서 공학 석사학위를 받았다. 한국 전쟁에 장교로 참전했으며, 이후 계속 군에 복무하며 베트남 전쟁에도 참전했으며, 대장(4성 장군)으로까지 승진했다.
1986년 자신의 6촌인 마르코스의 독재를 타도하기 위한 민중봉기에 참가했으며, 마르코스가 축출되고 코라손 아키노가 대통령이 된 후 육군 참모 총장으로 임명되었다. 1988년~1991년 국방장관으로 재직했으며, 1992년 라카스 민주당의 대통령 선거 후보가 되어 출마, 당선되어 그 해 6월부터 6년간 대통령으로 재직했다. 대통령으로 재직하며 경제 성장을 이끌고, 심각한 범죄 문제 해결에 노력하였으나, 임기 말 아시아 금융 위기 영향으로 다소 타격을 받았다. 1993년 5월에 대한민국을 공식 방문하였다.

## 역대 선거 결과
| 선거명      | 직책명        | 대수 | 정당                          | 득표율 | 득표수      | 결과 | 당락 |
| ----------- | ------------- | ---- | ----------------------------- | ------ | ----------- | ---- | ---- |
| 1992년 선거 | 필리핀 대통령 | 12대 | 라카스 기독교 이슬람교 민주당 | 23.58% | 5,342,521표 | 1위  |      |